# Saint-Pierre-de-Mailloc
Saint-Pierre-de-Mailloc település Franciaországban, Calvados megyében. Lakosainak száma 495 fő (2018. január 1.). Saint-Pierre-de-Mailloc La Chapelle-Yvon, Prêtreville, Saint-Cyr-du-Ronceray, Saint-Julien-de-Mailloc, Saint-Martin-de-Mailloc, Tordouet és Valorbiquet községekkel határos.

## Népesség
A település népessége az elmúlt években az alábbi módon változott:
| Lakosok száma | 329  | 282  | 283  | 408  | 384  | 478  | 501  | 512  | 494  | 495  |
|               | 1962 | 1968 | 1982 | 1990 | 1999 | 2008 | 2011 | 2013 | 2017 | 2018 |